# Košutići (Andrijevica)
Pour les articles homonymes, voir Košutići.
Košutići (en serbe cyrillique : Кошутићи) est un village du nord-est du Monténégro, dans la municipalité d'Andrijevica.

## Démographie

### Évolution historique de la population
| 1948 | 1953 | 1961 | 1971 | 1981 | 1991 | 2003 |
| ---- | ---- | ---- | ---- | ---- | ---- | ---- |
| 373  | 408  | 326  | 308  | 235  | 188  | 143  |